# 西峰市
西峰市，中华人民共和国旧市名。
1985年升庆阳县西峰镇置，治所在今甘肃省庆阳市西峰区。属庆阳地区。2002年庆阳地区撤销，改设地级庆阳市；原县级西峰市改置西峰区。